# Vertrag von Northampton
Der Vertrag von Northampton (auch Vertrag von Birgham) war ein am 18. Juli 1290 geschlossenes Abkommen zwischen dem Königreich England und dem Königreich Schottland.
Nachdem der schottische König Alexander III. 1286 ohne männliche Nachkommen gestorben war, war der schottische Thron vakant. Der englische König Eduard I. beabsichtigte, seinen ältesten Sohn, den Thronfolger Eduard, mit der jungen schottischen Thronerbin Margarete, der Maid of Norway zu verheiraten. Die Guardians of Scotland, die um die Unabhängigkeit Schottlands fürchteten, führten daraufhin 1290 Verhandlungen mit einer von Antony Bek geführten englischen Delegation. Am 18. Juli 1290 wurde in Birgham in Berwickshire ein Abkommen geschlossen, in dem England auch nach der Heirat der schottischen Thronfolgerin mit dem englischen Thronfolger die schottische Unabhängigkeit garantierte. Schottland würde seine eigene Verwaltung beibehalten, und der englische König würde auch nicht die Oberherrschaft beanspruchen. Am 28. August 1290 bestätigte Eduard I. den Vertrag in Northampton. Der Tod der Maid of Norway Ende September 1290 änderte die Lage völlig. Nach dem Tod der letzten Angehörigen aus der direkten Linie des schottischen Königshauses gab es nun dreizehn Anwärter auf den schottischen Thron. Da Schottland nun führerlos war, wollte der englische König nun seine Oberherrschaft über Schottland durchsetzen, in dem er unter den Thronanwärtern den neuen König bestimmte.